# Harro Frank

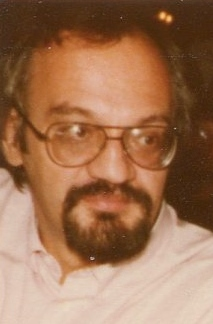
Harro Frank

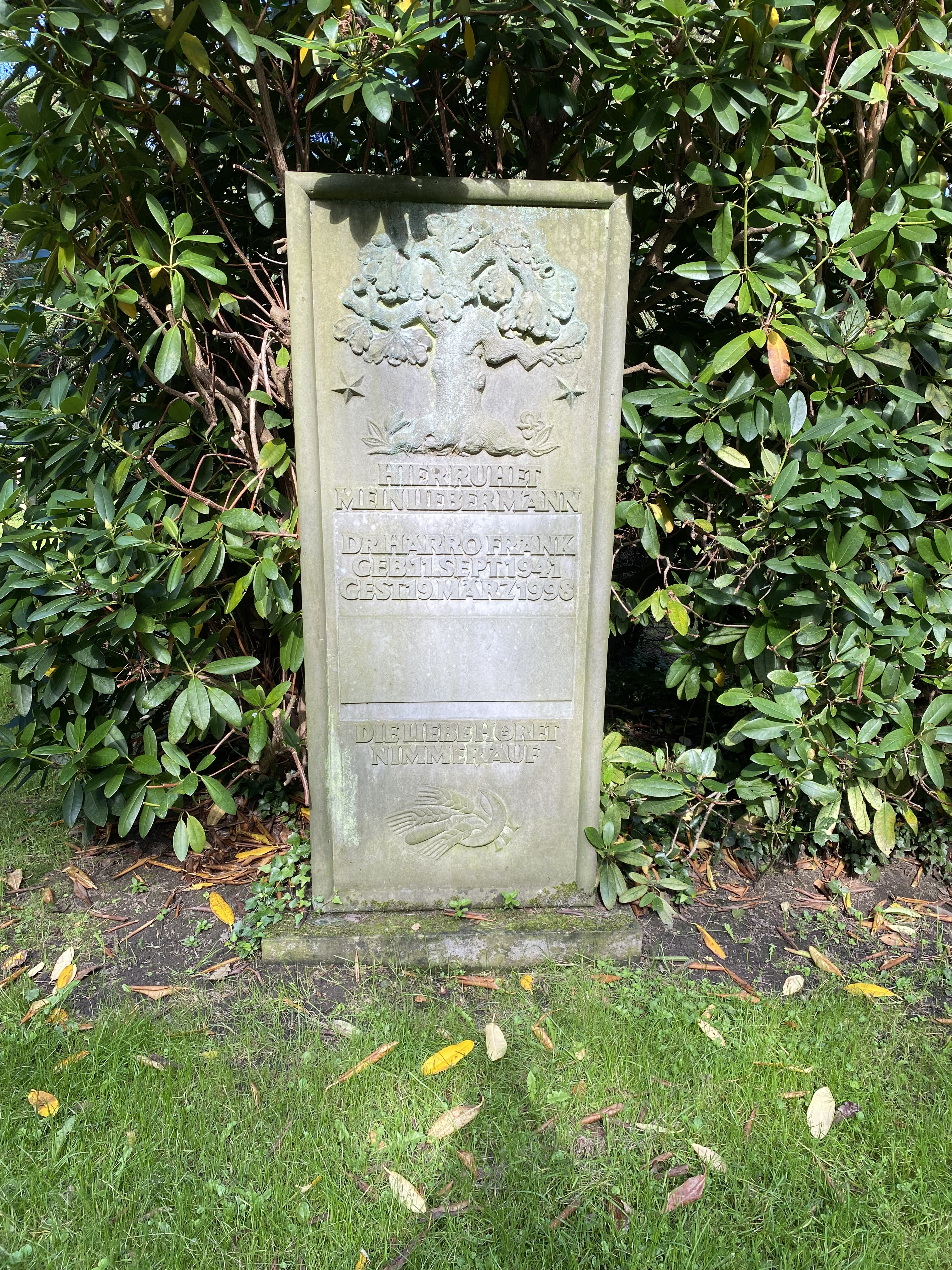
Grabstätte auf dem Friedhof Ohlsdorf

Harro Frank (* 11. September 1941 in Hamburg; † 19. März 1998) war ein deutscher Jurist und Abgeordneter der Hamburgischen Bürgerschaft für die SPD.

## Leben
Nach dem Abitur leistete Harro Frank 18 Monate Grundwehrdienst bei der Bundeswehr. In den Jahren 1963 bis 1967 studierte er Rechtswissenschaften in Hamburg und Berlin. 1967 legte er in Hamburg die erste juristische Staatsprüfung ab. Im Jahr 1971 promovierte er mit einer Arbeit zur planungsrechtlichen Bedeutung der Umlandkreise zum Dr. jur. und machte seine zweite juristische Staatsprüfung. 1972 wurde er Leiter der Rechtsabteilung der Hamburgischen Wohnungsbaukreditanstalt, ab 1985 war er dort Mitglied des Vorstands und übernahm Ende 1986 auch den Vorstandsvorsitz. Später kam eine Tätigkeit als Prokurist der Hamburg Fonds 1 Dr. Glässing K.G. dazu. Nach dem Tod des Musikers Dennis Busby 1994 führte Harro Frank dessen legendären Hamburger Jazz-Keller namens Dennis’ Swing Club gemeinsam mit dem Musiker Jochen Marcus kurzzeitig weiter.
Seine letzte Ruhestätte fand Harro Frank auf dem Friedhof Ohlsdorf im Planquadrat R 33.

## Politik
Im Jahr 1967 trat Harro Frank in die SPD ein und übte im SPD-Kreis Hamburg-Nord verschiedene Funktionen aus. Von 1974 bis zum 1. September 1988 war er als Abgeordneter in die Hamburgische Bürgerschaft gewählt. Der Schwerpunkt seiner Arbeit dort lag im Bauausschuss, im Ausschuss für Verfassung, Geschäftsordnung und Wahlprüfung und im Verkehrsausschuss. Im Juni 1977 gehörte er gemeinsam mit Wulf Damkowski, Jan Ehlers, Bodo Fischer, Hans-Jürgen Grambow, Helga von Hoffmann, Frauke Martin, Lothar Reinhard, Ortwin Runde und Bodo Schümann zu einer Gruppe von zehn SPD-Bürgerschaftsabgeordneten, die im Zusammenhang mit dem Parteiausschluss des Juso-Vorsitzenden Klaus Uwe Benneter in einem Brief an den Parteivorsitzenden Willy Brandt verlangten, dass dieser Parteiordnungsverfahren gegen 56 Hamburger SPD-Mitglieder, die sich mit Benneter solidarisiert hatten, verhindere.

## Ehrenämter
- Beiratsmitglied im Verein Bauspielplatz Poßmoorwiese e. V.
- Mitglied des Förderkreises Goldbekhaus Süd-Winterhude, einem Kulturzentrum am  Goldbekkanal
- Mitglied im Bundesvorstand der Sozialdemokratischen Gemeinschaft für Kommunalpolitik (SGK)
- Mitglied im Bundesvorstand der (ehemaligen) Gesellschaften Bundesrepublik Deutschland – Union der Sozialistischen Sowjetrepubliken e.V.